# Diclidophlebia oceanica
Diclidophlebia oceanica är en insektsart som först beskrevs av Crawford 1919.  Diclidophlebia oceanica ingår i släktet Diclidophlebia och familjen rundbladloppor. Inga underarter finns listade i Catalogue of Life.